# Museo de las Artes Decorativas de París

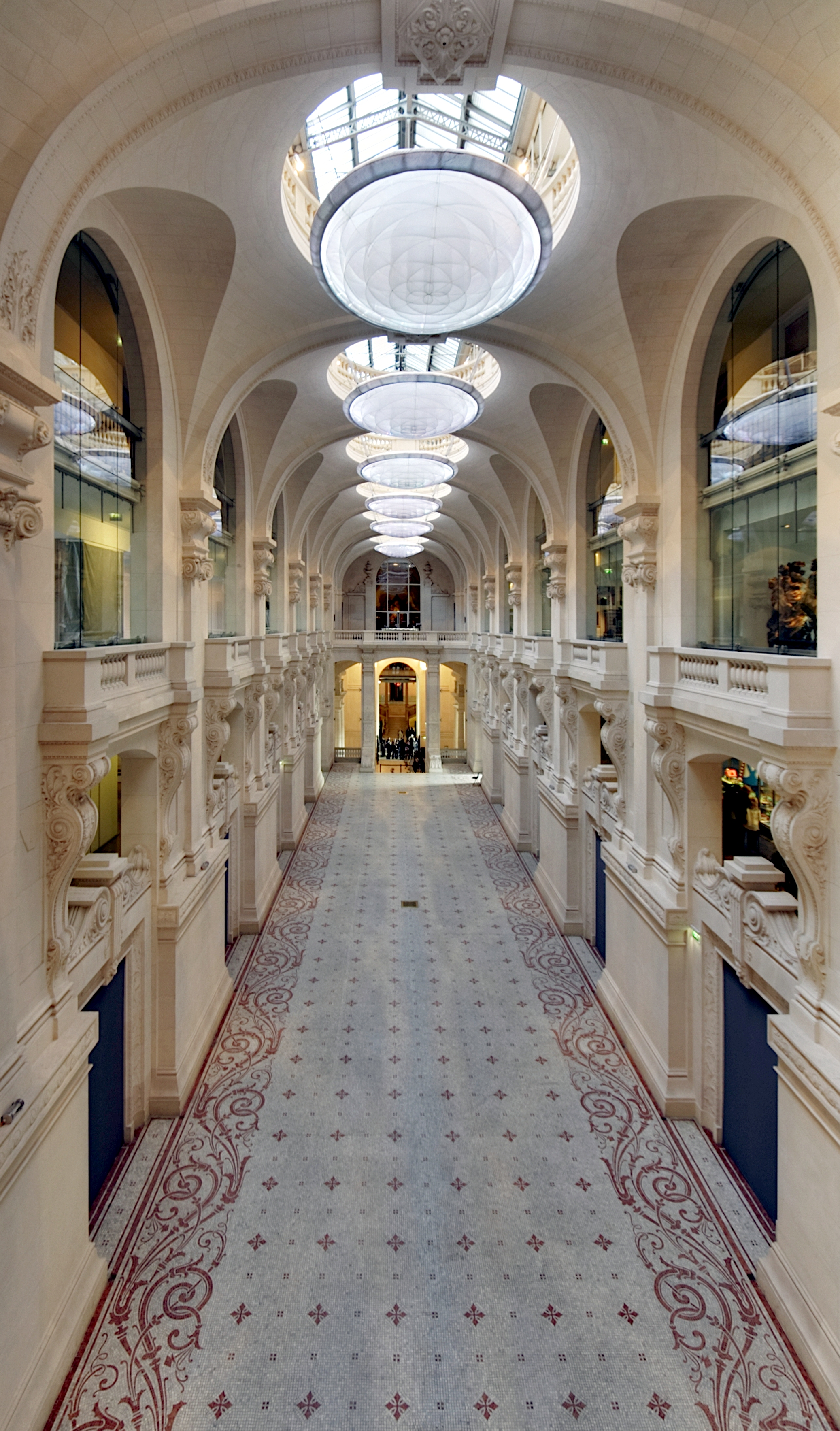
Hall del Museo de Artes Decorativas.

El Musée des Arts Décoratifs (francés) o Museo de las Artes Decorativas es un museo estatal de París con sede en el 107 de la rue Rivoli dedicado a las artes aplicadas o menores que posee un orden de 150.000 objetos.
Las colecciones incluyen mobiliario, cerámica, objetos de decoración, orfebrería, metalistería, vidrios, objetos de la vida cotidiana... Del gran número de objetos que posee el museo, que abarcan desde la Edad Media hasta nuestros días, solo se exponen 6000. El museo se estructura a través de salas decoradas con los objetos correspondientes a cada época.
Las colecciones más importantes son las del siglo XIX, a las que se dedica gran parte del museo. El museo cuenta con obras de los grandes centros de producción: Limoges, Sèvres, Chantilly Florencia... y de los grandes artistas:  René Lalique, Guimard... Además, cuenta con una valiosa muestra de pintura que incluye a Ingres, entre muchos otros.